# Willy Kemp

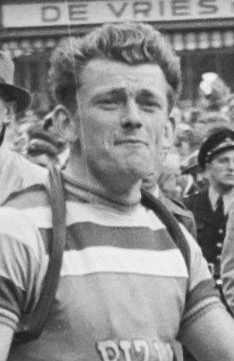
Willy Kemp (1952)

Willy Kemp (* 28. Dezember 1925 in Kopstal; † 18. Oktober 2021) war ein luxemburgischer Radrennfahrer und nationaler Meister im Radsport.

## Leben
Mit dem Radsport begann er relativ spät, erst im Mai 1945 und er gewann auf Anhieb sein erstes Rennen einen Monat später in der Anfängerklasse. Als Amateur war er Mitglied des Vereins Club Cycliste Hollerich.
Willy Kemp stammte aus wohlhabendem Elternhaus und studierte Ökonomie. Sein Sieg bei den Weltmeisterschaften der Studenten 1947 im Straßenrennen überzeugte seine Eltern, und er durfte Profi-Radrennfahrer werden. 1947 gewann er den Grand-Prix François Faber, 1949 wurde er luxemburgischer Straßenmeister, 1951 und 1955 gewann er die Silbermedaille bei den Titelkämpfen.
Von 1948 bis 1957 startete Kemp jährlich – insgesamt zehnmal – bei der Tour de France, ebenso wie sein Landsmann Marcel Ernzer als wertvoller Helfer für den luxemburgischen Tour-de-France-Sieger von 1958, Charly Gaul. Bei der Tour de France 1955 gewann er die vierte Etappe. 1950 erreichte er mit Platz 21 seine beste Platzierung im Gesamtklassement. Kemp bestritt auch Querfeldeinrennen. 1953 nominierte ihn sein Verband für die UCI-Weltmeisterschaften, bei denen er 19. wurde. Als Bahnfahrer gewann er in der Einerverfolgung bei den nationalen Meisterschaften 1947 die Silbermedaille hinter Jean Majerus II.